# Patrick Rosso
Patrick Rosso (* 6. Mai 1969) ist ein ehemaliger französischer Judoka, der 1994 Europameisterschaftszweiter und 1993 Europameisterschaftsdritter war.

## Sportliche Karriere
Patrick Rosso begann seine Karriere im Halbleichtgewicht, der Gewichtsklasse bis 65 Kilogramm. 1988 war er Zweiter der Junioren-Europameisterschaften. Nach einem fünften Platz beim Tournoi de Paris Anfang 1991 wechselte Rosso ins Leichtgewicht, die Gewichtsklasse bis 71 Kilogramm. Im Juni 1991 war er Zweiter der Militärweltmeisterschaften. Bei den Weltmeisterschaften 1991 in Barcelona belegte er den siebten Platz. 1992 wurde er Dritter beim Tournoi de Paris.
Anfang 1993 gewann er den Titel bei den Französischen Meisterschaften. Kurz darauf erreichte er das Finale beim Tournoi de Paris und unterlag dort dem Deutschen Martin Schmidt. Bei den Europameisterschaften 1993 in Athen verlor er im Halbfinale gegen Tarlan Poladov aus Aserbaidschan, im Kampf um Bronze bezwang er den Italiener Diego Brambilla. Im Juni 1993 trafen Rosso und Brambilla im Finale der Mittelmeerspiele in Perpignan erneut aufeinander und auch hier gewann Rosso. Anfang Oktober erreichte Rosso mit einem Sieg über den Japaner Daisuke Hideshima das Halbfinale bei den Weltmeisterschaften in Hamilton. Nach Niederlagen gegen den Südkoreaner Chung Hoon und den Brasilianer Rogério Sampaio belegte Rosso am Ende den fünften Platz. 
1994 gewann Rosso das Tournoi de Paris mit einem Finalsieg über seinen Landsmann Christophe Gagliano. Bei den Europameisterschaften in Danzig erreichte er das Finale mit einem Sieg über den Ungarn Bertalan Hajtós, im Finale unterlag er dem Russen Sergei Kosminin. Im September 1994 gewann er mit der französischen Equipe den Mannschafts-Weltmeistertitel. 1994 und 1995 gewann er mit der Equipe jeweils Bronze bei den Mannschaftseuropameisterschaften.